# John Eccles (compositor)
John Eccles (Londres, 1668 - Londres, 12 de janeiro de 1735) foi um compositor inglês.

## Vida
John Eccles nasceu em Londres, o filho mais velho do músico profissional Solomon Eccles, foi nomeado para o Master of the King's Musick em 1694. Também em 1700 ele terminou em segundo, no concurso para escrever uma música para William Congreve The Judgement of Paris (John Weldon ganhou).
John Eccles esteve muito activo como compositor para teatro. Juntamente com Henry Purcell escreveu música para Thomas Durfey Don Quixote.
Eccles também escreveu música para a coroação da rainha "Ana da Grã-Bretanha" e uma série de canções.